# Midnat (album)
Midnat er et det fjerde studiealbum af den danske sanger og sangskriver Joey Moe. Det udkom den 1. oktober 2012 på disco:wax. Midnat består af to CD'er med titlerne AM og PM, hvilket ifølge Joey Moe har givet ham mulighed for at "lave rigtig pop på den ene cd og mere mørkere, eksperimenterende sange på den anden." Dobbeltalbummet er det sidste i en trilogi af dansksprogede album, der også tæller Grib natten (2010) og Fuldmåne (2011).
Midnat debuterede på tredjepladsen af hitlisten, og modtog i marts 2013 guld for 10.000 solgte eksemplarer.

## Spor
| 1.  | "Midnat (Ante Meridiem)"              | Joey Moe                                      | Moe, Alex Ambrose                      | 13Beats                           | 1:15 |
| 2.  | "Gi' mig"                             | Moe                                           | Moe, Pete Fox, Jules Wolfson, Jon Ørom | Joey Moe, Pete Fox, Nexus Music   | 3:25 |
| 3.  | "Tænder en ild" (featuring Nik & Jay) | Niclas Genckel, Jannik Thomsen, Wolfson, Ørom | Genckel, Thomsen                       | Nexus Music                       | 3:25 |
| 4.  | "Aldrig at vågne op"                  | Moe                                           | Moe, Fox, Ole Meyer, Kasper Larsen     | Kay & Ndustry, Pete Fox, Joey Moe | 3:21 |
| 5.  | "Usynlig" (featuring Michell Berthou) | Moe                                           | Moe, Wolfson, Ørom                     | Nexus Music                       | 3:35 |
| 6.  | "Jeg tager det hele med"              | Moe                                           | Moe, Meyer, Larsen                     | Kay & Ndustry                     | 3:28 |
| 7.  | "Jeg falder for dig"                  | Moe, Dice                                     | Moe, Fox, Dice, Meyer, Larsen          | Kay & Ndustry, Pete Fox, Joey Moe | 3:13 |
| 8.  | "Faldskærm"                           | Moe                                           | Joey Moe, Puma                         | Puma                              | 4:01 |
| 9.  | "9MM" (featuring Michell Berthou)     | Moe, Michell Berthou                          | Moe, Berthou, Ambrose                  | 13Beats                           | 3:01 |
| 10. | "Atmosfære"                           | Moe                                           | Moe, Meyer, Larsen                     | Kay & Ndustry                     | 3:30 |
| 11. | "Alletiders"                          | Moe, Fritz Wehner                             | Moe, Puma                              | Puma                              | 3:01 |
| 12. | "Natteblind" (featuring Rasmus Thude) | Moe                                           | Moe, Meyer, Larsen                     | Kay & Ndustry                     | 3:07 |

| 1.  | "Midnat (Post Meridiem)"                                             | Moe                                    | Moe, Alexander Odden                    | Alexander Odden                    | 1:22 |
| 2.  | "2012 (Det derfor)" (Pegboard Nerds featuring Dice & Joey Moe)       | Moe, Dice                              | Moe, Dice, Michael Parsberg, Odden      | Pegboard Nerds                     | 5:01 |
| 3.  | "Det flyvende tæppe" (featuring Michell Berthou, Khani, Jeffrey & V) | Moe, Berthou, Khani, Jeffrey, V        | Moe, Berthou, Khani, Jeffrey, V         | Joey Moe                           | 3:58 |
| 4.  | "Øst for København" (featuring Kaliber)                              | Moe, Livid, Mr. Mo, Face It, D.B. King | Moe, Livid, Mr. Mo, Face It, D.B. King  | Face It                            | 3:49 |
| 5.  | "Strobelys"                                                          | Moe                                    | Moe, Kasper Svenstrup, Thomas Vendelboe | Svenstrup & Vendelboe              | 3:25 |
| 6.  | "Stjernetegn" (Pete Fox featuring Joey Moe & Jeanette Zeniia)        | Moe, Fox, Jeanette Zeniia              | Moe, Fox, Zeniia, Genckel, Thomsen      | Pete Fox                           | 3:45 |
| 7.  | "Tinsoldat (Part 1)" (featuring Peter Pilegaard)                     | Moe, H.C. Andersen                     | Moe, Ambrose, Puma                      | 13Beats, Puma                      | 5:28 |
| 8.  | "Vinderholdet" (featuring Johnson)                                   | Moe, Marc Johnson                      | Moe, Puma, Johnson                      | Puma                               | 6:05 |
| 9.  | "Mangler dig her" (featuring Clemens)                                | Moe, Clemens Telling                   | Moe, Telling, Faustix                   | Faustix                            | 3:35 |
| 10. | "Tinsoldat (Part 2)" (featuring Kaliber)                             | Moe, Livid, Mr. Mo, Face It, D.B. King | Moe, Livid, Mr. Mo, Face It, D.B. King  | Face It                            | 3:43 |
| 11. | "Lyskryds" (featuring Jokeren)                                       | Jesper Dahl, Moe                       | Mads Møller, Thor Nørgaard, Dahl, Moe   | Pitchshifters                      | 3:21 |
| 12. | "Alt eller ingenting" (featuring Jeanette Zeniia & Sune Starfeldt)   | Moe, Zeniia                            | Moe, Fox, Sune Starfeldt                | Pete Fox, Joey Moe, Sune Starfeldt | 3:00 |

Noter
- "Jeg tager det hele med" indeholder et sample fra "En dag tilbage" af Nik & Jay.

## Hitlister og certificeringer
| Hitliste (2012) | Højeste placering |
| --------------- | ----------------- |
| Danmark         | 4                 |

| Hitliste (2012) | Placering |
| --------------- | --------- |
| Danmark         | 47        |

| Land (Organisation) | Certificering |
| ------------------- | ------------- |
| Danmark (IFPI)      | Guld          |